# Ing-Marie Wieselgren
Ing-Marie Birgitta Wieselgren, född 9 april 1958 i Motala församling i Östergötlands län, död 6 juli 2022 i Visby (folkbokförd i Rasbo distrikt i Uppsala), var en svensk psykiater och nationell samordnare för psykiatrifrågor på Sveriges Kommuner och Regioner. Hon var också överläkare på Akademiska sjukhuset i Uppsala. Wieselgren avled efter att ha blivit knivhuggen i Visby under Almedalsveckan 2022 i det så kallade Almedalsdådet. Händelsen rubricerades som misstänkt terrorbrott.

## Biografi
Ing-Marie Wieselgren växte upp i Motala i en arbetarfamilj. Hon utexaminerades på läkarlinjen vid Uppsala universitet 1984 och började arbeta som underläkare på en avdelning för nyinsjuknade psykospatienter på Ulleråkers sjukhus. Wieselgren disputerade vid Uppsala universitet 1995 på en avhandling om prognos och prognosfaktorer vid schizofreni. Hon var klinikchef för psykos- och rehabiliteringskliniken på Akademiska sjukhuset 1998–2002 och verksamhetschef för samma klinik 2003–2004. Wieselgren var initiativtagare och chef för ett specialteam på Akademiska för ungdomar med psykos 1997–2004 och ett neuropsykiatriskt utredningsteam mellan 1999 och 2004.
Mellan 2004 och 2006 var hon huvudsekreterare i Nationell psykiatrisamordning. Hon var ledamot i Region Skånes etiska råd sedan 2007 och ordförande i referensgruppen till arbetet med att 2008 ta fram nationella riktlinjer för psykosociala insatser vid schizofreni på Socialstyrelsen. Wieselgren deltog även som expert i olika arbetsgrupper på Statens beredning för medicinsk och social utvärdering och Läkemedelsverket. I augusti 2015 utsågs hon till ledamot i regeringens kommission för jämlik hälsa. Wieselgren fortsatte arbeta kliniskt som psykiater vid Akademiska sjukhuset under somrarna även efter att hon lämnat sin ordinarie tjänst.
Under åren 2009–2022 medverkade hon i 89 inslag i Sveriges Radio P1:s programserie Tankar för dagen.

## Död
Ing-Marie Wieselgren mördades genom knivhugg den 6 juli 2022 under Almedalsveckan i Visby. Attacken inträffade på Donners plats när hon gick mellan två seminarier. Wieselgren fördes med ambulans till sjukhus där hon avled. Den misstänkte gärningsmannen Theodor Engström greps i anslutning till brottsplatsen. Engström erkände brottet och begärdes häktad på sannolika skäl misstänkt för mord. Kammaråklagaren uppgav att Wieselgren attackerades på grund av sin offentliga profil och att dådet var ”riktat mot psykiatrin”. Den 11 juli ändrades brottsrubriceringen till terroristbrott genom mord.
Den 6 december 2022 meddelade tingsrätten sin dom. Theodor Engström förklarades skyldig till mord, förberedelse till terroristbrott samt narkotikabrott. Påföljden blev rättspsykiatrisk vård med särskild utskrivningsprövning. Engström skulle även betala 700 000 kronor i skadestånd till Wieselgrens familj. Tingsrätten höll inte med åklagaren att gärningen mot Ing-Marie Wieselgren skadade Sverige på det sätt som krävs för att det ska klassificeras som terroristbrott. Engström dömdes även för innehav av den narkotika som han tagit med sig till Gotland samt den som beslagtagits i hans lägenhet.
Wieselgren är begravd på Uppsala gamla kyrkogård.